# Tavvarivier
De Tavvarivier, Tavvaätno of Dávvaeatnu, is een  rivier in Zweden, in de gemeente Kiruna. De rivier ontspringt in de bergen op de grens tussen Zweden en Noorwegen. Het water uit de rivier komt uit een aantal evenwijdig liggende meren, Pajep Tjuolmajaure, Vuolep Tjuolmajaure, Kårvemeer en Sinukjaure en Kiepanjaure, stroomt naar het zuidoosten, eerst door een omgeving met bergen en daarna met moeras. Hier stroomt ook de Tavvajaure de Tavvarivier in. De rivier buigt ineens naar het noorden en stroomt de Lainiorivier. De Tavvarivier is ongeveer 50 km lang.
meer Tavvajaure → Tavvarivier → Lainiorivier → Torne → Botnische Golf